# اندیس فیلگاه
فیلگاه یک اندیس مصالح ساختمانی است که در حوالی شهر بهبهان استان کهگیلویه و بویراحمد قرار دارد و مادهٔ معدنی موجود در آن، مارن است. سنگ میزبان این اندیس مارن و کربنات است و دیرینگی آن به دوران میوسن می‌رسد.